# Вирва (Житомирський район)
Ви́рва — село в Україні, у Вишевицькій сільській територіальній громаді Житомирського району Житомирської області. Кількість населення становить 185 осіб (2001). У 1923—58 роках — адміністративний центр колишньої однойменної сільської ради.

## Населення
У середині 19 століття в поселенні проживало 200 селян обох статей, у другій половині 19 століття, за Географічним словником Королівства Польського — 247 осіб, за Похилевичем — 328 осіб.
Наприкінці 19 століття в селі проживало 589 осіб, з них 285 чоловіків та 304 жінки, дворів — 76.
Відповідно до результатів перепису населення СРСР, кількість населення, станом на 12 січня 1989 року, становила 231 особу. Станом на 5 грудня 2001 року, відповідно до перепису населення України, кількість мешканців села становила 185 осіб.

### Мова
Розподіл населення за рідною мовою за даними перепису 2001 року:
| Мова       | Кількість | Відсоток |
| ---------- | --------- | -------- |
| українська | 178       | 96.22%   |
| російська  | 7         | 3.78%    |
| Усього     | 185       | 100%     |

## Історія
У 1618 році було власністю Лукаша та Софії з Кмітів і Сапігів, які заклали власність на користь Кшиштофа Кевлича. У 1624 році селом володів князь Ярема Вишневецький. Згадується у люстрації Київського воєводства 1754 року як село, що, разом із Веприном та Макалевичами, було у посесії Галецького. Налічувалося тоді у цих трьох селах близько 60 дворів.
У середині 19 століття — сільце Радомисльського повіту Київської губернії, на однойменному струмку, входило до православної парафії у Веприні, за 5 верст. Землі — 1 517 десятин. Належало Тарасові Дзержановському, який купив цей маєток у Михайла Галецького. У 1869 році у Дзержановського село придбала Єлизавета Калиновська. Біля села київський купець Кельн купив 4 тис. десятин лісу на дрова для своєї цукроварні у Києві. Селяни у кількості 102 ревізьких душ отримали у власність 381 десятину землі зі сплатою 213 рублів щороку. Велика власність становила 465 десятин ріллі, 135 десятин лісу, 270 десятин землі невживаної.
Наприкінці 19 століття — селянське сільце Вишевицької волості Радомисльського повіту Київської губернії. Відстань до повітового центру, м. Радомисль, де розміщувалася також найближча поштово-телеграфна станція — 25 верст, до волосного центру с. Вишевичі — 3 версти, до найближчої залізничної станції у Фастові — 90 верст, до поштової земської станції у Мірчі — 16 верст. Основним заняттям мешканців було хліборобство. У селі числилося 1 285 десятин землі, яка належала місцевому селянському товариству. Господарство велося за трипільною системою. В селі були школа, водяний млин. Пожежна команда складалася з двох бочок та двох багрів.
У 1923 році включене до складу новоствореної Вирвенської сільської ради, яка 7 березня 1923 року увійшла до складу новоутвореного Малинського району Малинської округи; адміністративний центр ради. 30 вересня 1958 року, відповідно до рішення Житомирського облвиконкому № 955 «Про об'єднання сільських рад Малинського району», село підпорядковане Макалевицькій сільській раді Малинського району. 29 травня 1967 року, в складі сільської ради, передане до Радомишльського району Житомирської області.
7 квітня 1980 року, відповідно до рішення Житомирського облвиконкому № 181 «Питання адміністративно-територіального поділу», підпорядковане відновленій Вепринській сільській раді Радомишльського району. 26 червня 1992 року, відповідно до рішення Житомирської обласної ради «Про внесення змін в адміністративно-територіальний устрій окремих районів», включене до складу новоутвореної Іршанської сільської ради Радомишльського району.
7 серпня 2015 року увійшло до складу новоствореної Вишевицької сільської територіальної громади Радомишльського району Житомирської області. Від 19 липня 2020 року, разом з громадою, в складі новоствореного Житомирського району Житомирської області.

## Відомі люди
- Зілинський-Содоль Петро (1893—1987) — сотник Армії УНР, учасник штурму Чонгарського мосту у 1918 році, учасник Першого Зимового походу.